# IFK Sunne
Der IFK Sunne ist ein schwedischer Sportverein in Sunne. Die Fußballmannschaft trat in den 1960er Jahren vier Spielzeiten in der zweithöchsten schwedischen Spielklasse an.

## Geschichte
1908 gegründet trat IFK Sunne zwei Jahre später dem Riksidrottsförbundet bei und nahm parallel den wettbewerbsmäßigen Spielbetrieb auf. Nach Einführung des Ligasystems in den 1920er Jahren spielte die Mannschaft lange Zeit im unterklassigen Bereich. Am Ende der Spielzeit 1959 stieg sie erstmals in die dritte Liga auf, als Staffelsieger ihrer Drittligastaffel marschierte sie im Anschluss direkt in die zweite Liga durch. Hier belegte der Liganeuling jedoch nur einen Abstiegsplatz und stieg gemeinsam mit IK City und Hallstahammars SK direkt wieder ab. Als Absteiger dominierte die Mannschaft ihre Drittligastaffel mit 17 Siegen in 22 Saisonspielen und kehrte in die zweithöchste Spielklasse zurück. Dieses Mal hielt sie sich als Tabellenachter zunächst auf dem Spielniveau, die folgende Spielzeit beendete der Verein jedoch abermals auf einem Abstiegsplatz. Wiederum erfolgte die sofortige Rückkehr in die zweite Liga, mit nur einem Saisonsieg war der Klub dort jedoch chancenlos und stieg an der Seite von Gefle IF und Gimo IF abermals in die Drittklassigkeit ab.
Zeitweise Ende der 1960er Jahre weiters in den Kampf um den Aufstieg involviert, stieg IFK Sunne 1971 in die Viertklassigkeit ab. Nach mehreren Jahren kehrte der Klub 1976 kurzzeitig in die dritte Liga zurück, stieg aber 1978 erneut ab. Regelmäßig um den Wiederaufstieg in die dritte Liga spielend, distanzierte die Mannschaft 1981 die Konkurrenz, hielt sich aber nicht im dritten Spielniveau. 1986 überstand sie eine Ligareform in der Viertklassigkeit, verabschiedete sich aber in der folgenden Spielzeit als Absteiger vom höherklassigen Fußball.